# Bice Waleran
Bice Waleran (1886 – 1969) fue una actriz cinematográfica de nacionalidad italiana, activa en la época del cine mudo.

## Biografía
Su verdadero nombre era Edvige Valcarenghi, y nació en Roma, Italia, en el seno de una familia de origen austriaco, siendo su padre propietario de un hotel en la plaza de España.
Inició su carrera artística en el teatro, y en 1912 debutó  en el cine actuando para la productora Aquila Films en el film La contessa Lara, dirigida por Roberto Roberti (de nombre real Vincenzo Leone), con quien se casó dos años más tarde.
Otras de sus películas más destacadas fueron L'assassina del ponte di Saint-Martin (1913), Teodora (1914), y La piccola detective (1915). Su última actuación cinematográfico tuvo lugar en La cavalcata dei sogni (1917), película tras la cual se retiró.
En 1929, a los cuarenta y tres años de edad, dio a luz un niño, el futuro director Sergio Leone.
Bice Waleran falleció en Torella dei Lombardi, Italia, en 1969.